# Parc Beaulieu
Ne pas confondre avec le parc de Beaulieu à Nantes
Le parc Beaulieu est un jardin public situé à Genève, en Suisse.

## Histoire
Au XVIIᵉ siècle, le domaine est acheté par des réfugiés français protestants (après que l'Edit de Nantes par Louis XIV fut révoqué). Les membres de la famille Sellon, banquiers et négociants de profession, deviennent alors les nouveaux propriétaires du domaine. Ils construisirent par la suite la maison de maître qui se tient toujours au milieu du parc. Après avoir accueilli Napoléon Bonaparte en mai 1800 avant son départ en Italie, le domaine est acquis par la ville de Genève en 1939, la maison centrale étant alors transformée en école d'horticulture. La maison centrale est actuellement utilisée comme école primaire.

## Aménagements
Le parc dispose aussi des plus anciens cèdres du Liban plantés en Europe, qui auraient été offerts à la famille Sellon autour de 1735. Ils s'élèvent toujours au-dessus de l'école Beaulieu et de son préau, correspondant anciennement à la maison de maître.
Le parc Beaulieu accueille la première pataugeoire créée par la ville de Genève, construite en 1959.
Depuis 2009, l'association Les artichauts propose dans le domaine du parc Beaulieu un espace de cueillette en libre-service.
En 2018, la Ville de Genève aménage un jardin de fleurs composé de plantes vivaces, dans l'objectif de retrouver un jardin similaire à celui du XVIIIᵉ siècle.
Finalement, en 2020, la Ville de Genève conçoit et aménage un verger d'arbres de variétés hautes tiges en partenariat avec ProSpecieRara qui sera ensuite clôturé. Ce verger est entretenu par des moutons en écopâturage.